# David Rosenthal
David Rosenthal (1961) è un tastierista statunitense.
È famoso per aver lavorato e collaborato principalmente con Rainbow, Yngwie Malmsteen e Billy Joel. È anche produttore e programmatore (sintetizzatori).
Nel 2000 entra a far parte degli Happy the Man.

## Biografia
Esordisce come membro dei Rainbow, a soli vent'anni, con l'album Straight Between the Eyes (1982), da cui viene estratto il singolo di successo Stone Cold. È dunque la volta di Bent Out of Shape (1983), seguito dal doppio live Finyl Vinyl (1986), pubblicato in seguito allo scioglimento del gruppo (1984), in cui Rosenthal è presente in due brani, tra cui uno tratto dall'ultimo concerto live della band al completo (una versione rock della Sinfonia n. 9 di Beethoven). Nel 1984 collabora inoltre con Roger Glover all'album Mask.
Nel 1985 è negli Hammerhead per l'album Heart Made of Steel, e, in seguito ad un lavoro minore, torna nel 1988, con i progetti "Climb" e "Will To Power", collaborando inoltre con Donna Allen a Heaven On Earth, lavoro in stile rhythm and blues.
Il 1989 lo vede la partecipare all'album Slip of the Tongue (Whitesnake), con alcune partiture e arrangiamenti di sintetizzatore. Contemporaneamente, Rosenthal lavora con Steve Vai a Passion and Warfare (1990). Nel 1993 corona un suo grande desiderio: pubblicare un album con una band "propria". Il nome del progetto è "Red Dawn", quello del lavoro Never Say Surrender. I componenti del gruppo furono scelti in base a numerose audizioni, tenute da Rosenthal stesso.
Nel 1994 comincia la fruttuosa collaborazione con Billy Joel: in A Voyage on The River of Dreams, il tastierista è presente in ben 5 tracce live.
Si giunge dunque al 1995, e con esso ad un piccolo retroscena: la band progressive metal americana Dream Theater, all'epoca all'apice del successo internazionale dopo le pubblicazioni di Images and Words e Awake, sta cercando un sostituto di Kevin Moore, tastierista che ha appena deciso di abbandonare la band.
Il gruppo propose a Rosenthal di entrare a farne parte come membro ufficiale, ma egli dovette declinare la proposta, in quanto impegnato in un tour con Billy Joel. Tuttavia partecipò all'EP A Change of Seasons con alcune partiture di sintetizzatore.
Nel 1996 compone e suona due brani dell'album Tasty Seconds dei Good Rats.
Tra altre numerosi collaborazioni, con artisti vari, per sezioni o interi brani di alcuni loro album (Vinnie Moore, The Departure e Niji-Densetsu, tribute-band dei Rainbow, su tutti), Rosenthal prosegue il lavoro intrapreso con Billy Joel, e comincia il rapporto con il chitarrista Yngwie Malmsteen. In Greatest Hits Volume III (1997) di Billy Joel, registra addirittura dei brani in studio, mentre compare con delle esibizioni live in The Complete Hits Collection (stesso anno), The Millennium Concert (2000), My Lives (2005) e 12 Gardens Live (2006).
Ma è la collaborazione con Malmsteen a dare alla luce i lavori più "epici": Inspiration (1997) e soprattutto Millennium Concerto Suite (1998). Quest'ultimo prevedeva la trasposizione di alcune idee del chitarrista in concerto, e per l'occasione Rosenthal ebbe al seguito 90 musicisti e 40 coristi, per oltre 1500 pagine di spartiti, composti da lui stesso. Esso fu registrato nel giugno del 1997 a Praga, ed edito il 4 febbraio 1998.

## Discografia
Con i Rainbow
- 1982 - Straight Between the Eyes
- 1983 - Bent Out of Shape
- 1986 - Finyl Vinyl
- 1997 - The Very Best of Rainbow
- 2000 - 20th Century Masters - The Millennium Collection: The Best of Rainbow

Con Roger Glover
- 1984 - Mask

Con i Whitesnake
- 1989 - Slip of the Tongue

Con Steve Vai
- 1990 - Passion and Warfare

Con i Red Dawn
- 1993 - Never Say Surrender

Con Billy Joel
- 1994 - A Voyage on the River of Dreams
- 1997 - Greatest Hits Volume III
- 1997 - The Complete Hits Collection, 1973-1997
- 2000 - 2000 Years: The Millennium Concert
- 2005 - My Lives
- 2006 - 12 Gardens Live

Con i Dream Theater
- 1995 - A Change of Seasons

Con i Good Rats
- 1996 - Tasty Seconds

Con Yngwie Malmsteen
- 1997 - Inspiration
- 1998 - Millennium Concerto Suite
- 2002 - Millennium Concerto Suite Live with the New Japan Philharmonic

Con i Niji-Densetsu
- 1998 - Niji-Densetsu

Con i Departure
- 1998 - Departure

Con Vinnie Moore
- 2001 - Defying Gravity